# Komari (kukci)
Komari (Lat., Tipulidae), porodica kukaca upadljivo dugih tankih nogu i dugih ticala i produljenih krila. Pripadaju redu dvokrilaca (Diptera) i podredu dugoticalaca (Nematocera) s preko 4.000 vrsta unutar 38 rodova. Komari su slični ali veći od komaraca koji također pripadaju redu dvokrilaca, ali ne sišu krv kao komarci i s njima se ne smiju brkati zbog sličnosti imena.
Kod nas su komari česti po livadama i vrtovima. Poznatija vrsta je vrtni ili kupusni komar (Tipula (Tipula) oleracea) koji se javlja od lipnja do rujna, i čije ličinke žive u zemlji i štete korijenju kulturnog bilja.
Ženke odlažu jaja u zemlju. Kukuljica je slična kukuljici leptira, a ličinke su valjkastog oblika i debele kože. U jesen se hrane humusom i truleži a nakon što prezime prave štete na korijenju. Komari prave štete i po rasadnicima gdje ličinke napadaju korijen mladih borova, smreka i vrba.

## Potporodice i rodovi
Postoje tri potporodice: Ctenophorinae, Dolichopezinae i Tipulinae (ako drugačije nije označeno pripada u Tipulinae)
1. Acracantha Skuse, 1890
2. Angarotipula Savchenko, 1961
3. Austrotipula Alexander, 1920
4. Brachypremna Osten Sacken, 1887
5. Brithura Edwards, 1916
6. Clytocosmus Skuse, 1890
7. Ctenophora Meigen, 1803, Ctenophorinae
8. Dictenidia Brullé, 1833, Ctenophorinae
9. Dolichopeza Curtis, 1825, Dolichopezinae
10. Elnoretta Alexander, 1929
11. Euvaldiviana Alexander, 1981
12. Goniotipula Alexander, 1921
13. Holorusia Loew, 1863
14. Hovapeza Alexander, 1951
15. Hovatipula Alexander, 1955
16. Idiotipula Alexander, 1921
17. Indotipula Edwards, 1931
18. Ischnotoma Skuse, 1890
19. Keiseromyia Alexander, 1963
20. Leptotarsus Guérin-Méneville, 1831
21. Macgregoromyia Alexander, 1929
22. Megistocera Wiedemann, 1828
23. Nephrotoma Meigen, 1803
24. Nigrotipula Hutson & Vane-Wright, 1969
25. Ozodicera Macquart, 1834
26. Phoroctenia Coquillet, 1910, Ctenophorinae
27. Platyphasia Skuse, 1890
28. Prionocera Loew, 1844
29. Prionota van der Wulp, 1885
30. Pselliophora Osten Sacken, 1887, Ctenophorinae
31. Ptilogyna van der Wulp, 1885
32. Scamboneura Osten Sacken, 1882
33. Sphaerionotus de Meijere, 1919
34. Tanyptera Latreille, 1804, Ctenophorinae
35. Tipula Linnaeus, 1758
36. Tipulodina Enderlein, 1912
37. Valdiviana Alexander, 1929
38. Zelandotipula Alexander, 1922

- Tipula (Tipula) oleracea
- Tanyptera (Tanyptera) atrata
- Dictenidia bimaculata
- Ischnotoma (Ischnotoma) eburnea